# Systoechus submicans
Systoechus submicans är en tvåvingeart som beskrevs av Greathead 1980. Systoechus submicans ingår i släktet Systoechus och familjen svävflugor.
Artens utbredningsområde är Saudiarabien. Inga underarter finns listade i Catalogue of Life.